# Hradešice
Hradešice település Csehországban, a Klatovyi járásban. Hradešice Nalžovské Hory, Rabí, Malý Bor, Budětice és Břežany településekkel határos. Lakosainak száma 429 fő (2024. január 1.).

## Népesség
A település lakosságának változását az alábbi diagram mutatja:
| Lakosok száma | 891  | 905  | 931  | 655  | 510  | 436  | 423  | 427  | 437  | 429  |
|               | 1869 | 1890 | 1921 | 1950 | 1980 | 2001 | 2017 | 2019 | 2022 | 2024 |

## Galéria

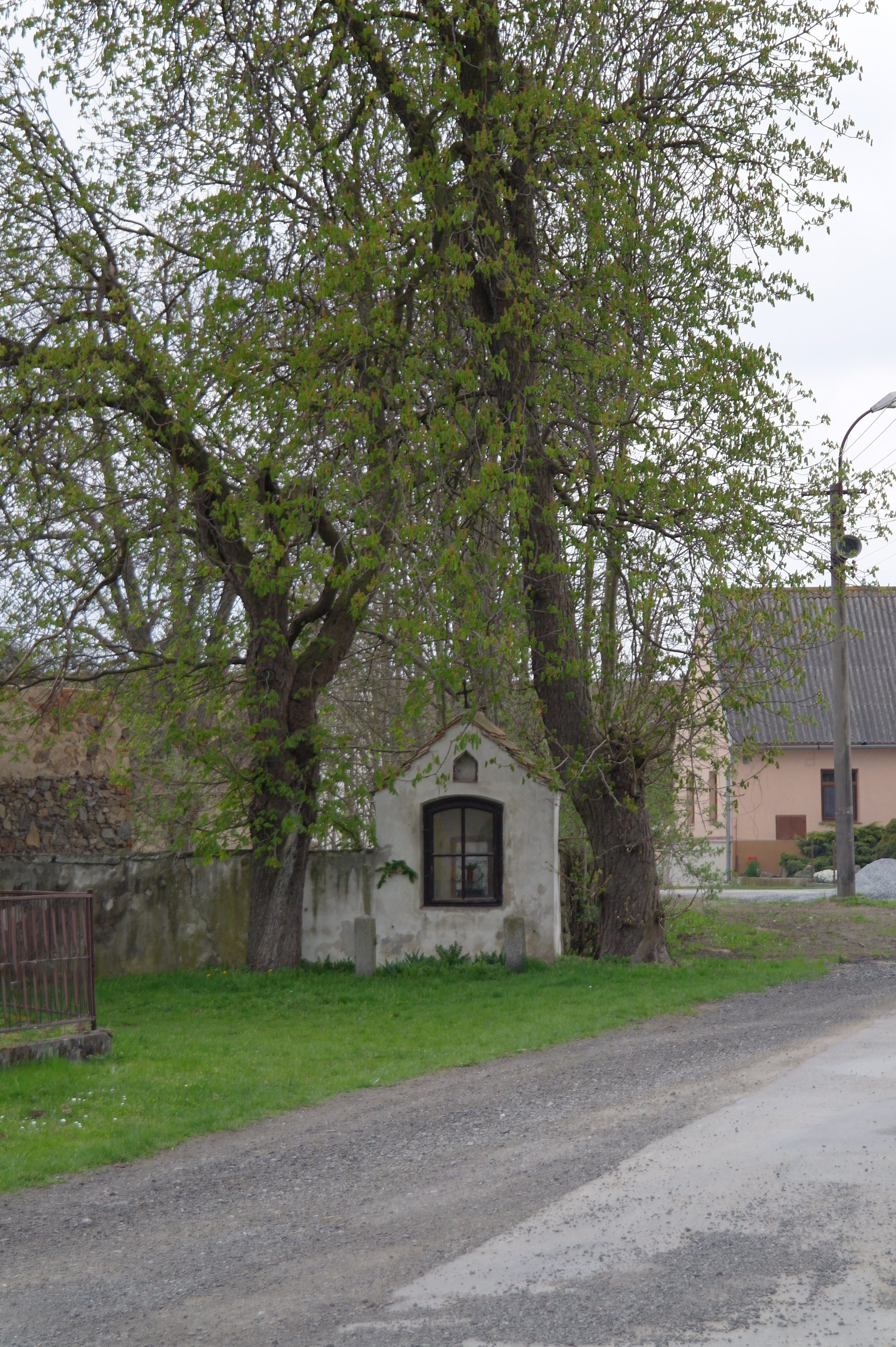
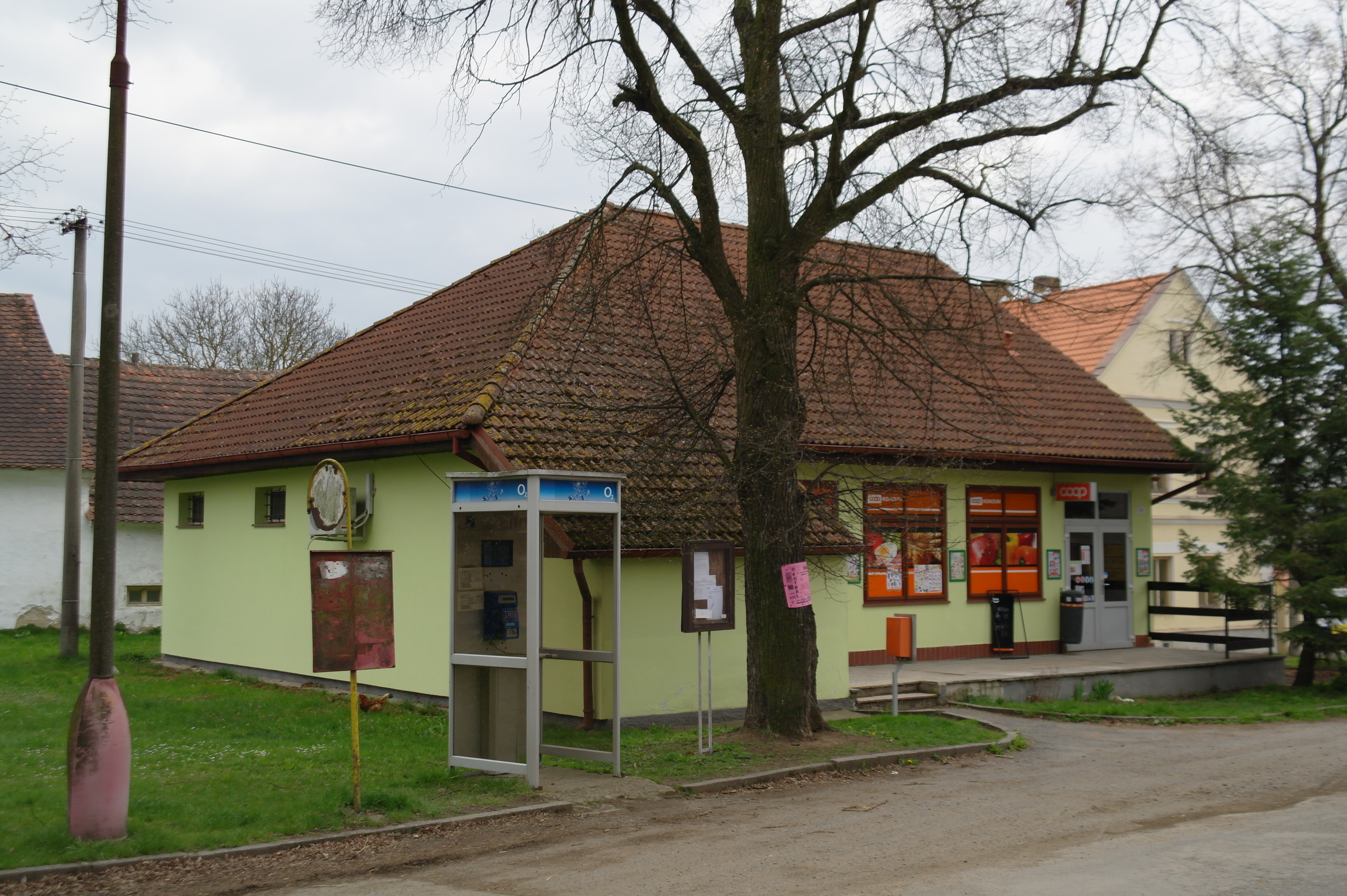
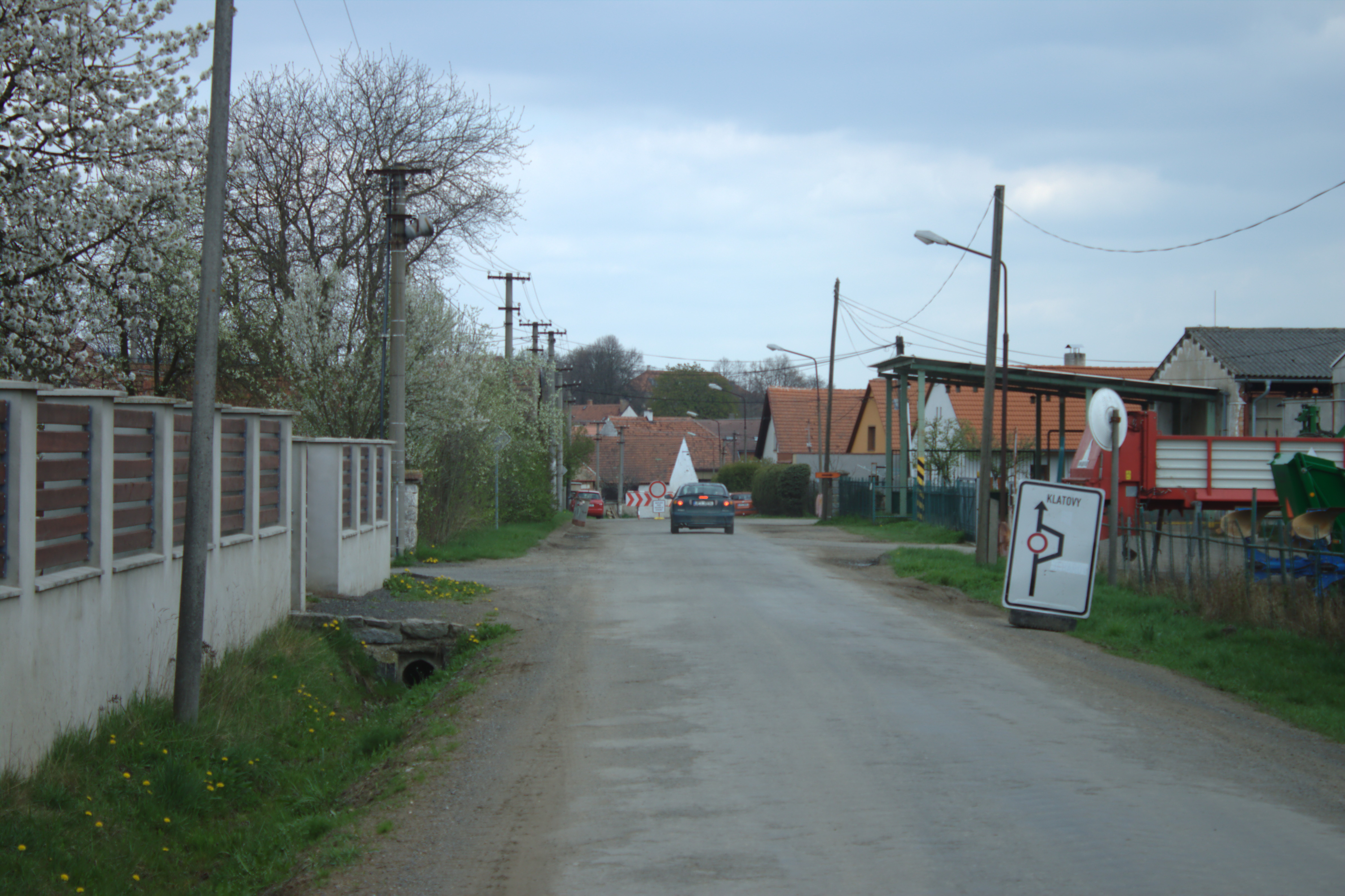